# منوچهر برومند
منوچهر برومند (زاده ۶ فروردین ۱۳۱۳ – درگذشته ۳۰ آذر ۱۳۹۶ در بابلسر) قهرمان سابق و وزنه‌بردار بازنشسته ایرانیست که در بازی‌های آسیایی برای ایران مدال طلا کسب کرد.
منوچهر برومند سال‌ها پیش عنوان قوی‌ترین مرد وزنه‌برداری آسیا رادر اختیار داشت و نخستین وزنه‌بردار این قاره بود که در مجموع از مرز ۵۰۰ کیلوگرم، عبور کرد. وی همچنین رئیس اسبق فدراسیون وزنه‌برداری ایران بود.

## درگذشت
برومند در آخرین روز فصل پاییز ۱۳۹۶، صبح پنجشنبه ۳۰ آذرماه ۱۳۹۶ در ۸۳ سالگی درگذشت.